# Venezolanische Rugby-Union-Nationalmannschaft
Die venezolanische Rugby-Union-Nationalmannschaft repräsentiert Venezuela in der Rugby Union. Das Team ist von World Rugby als Nationalmannschaft der dritten Kategorie eingestuft.

## Geschichte
Erst 1998 trat der venezolanische Verband dem International Rugby Board bei. Das erste Länderspiel verlor man knapp gegen die Auswahl Trinidad und Tobagos mit 26:23.
Trotz zweier Teilnahmen an der Qualifikation zur Rugby-Union-Weltmeisterschaft 2003 und 2007 konnte man sich bisher nicht für das Endturnier qualifizieren. Das Team scheiterte jeweils in der ersten Qualifikationsrunde an Brasilien.

## Teilnahmen an Weltmeisterschaften
- 1987 nicht teilgenommen
- 1991 nicht teilgenommen
- 1995 nicht teilgenommen
- 1999 nicht teilgenommen
- 2003 1. Qualifikationsrunde
- 2007 1. Qualifikationsrunde
- 2011 1. Qualifikationsrunde
- 2015 1. Qualifikationsrunde